# Следюковский сельсовет
Следюко́вский сельсовет (бел. Следзюкоўскі сельсавет) — административно-территориальная единица Быховского района Могилёвской области Белоруссии.

## История
Был образован Кузьковичский сельский Совет с центром в д. Кузьковичи. 16 июля 1954 года центр перенесён в д. Следюки с переименованием сельсовета.
Названия:
- Кузьковичский сельский Совет депутатов трудящихся
- с 16.7.1954 — Следюковский сельский Совет депутатов трудящихся
- с 7.10.1977 — Следюковский сельский Совет народных депутатов
- с 15.3.1994 — Следюковский сельский Совет депутатов[1].

Административная подчинённость:
- в Быховском районе[1].

20 ноября 2013 года расширен за счёт населённых пунктов упразднённого Грудиновского сельсовета.

## Состав
Включает 13 населённых пунктов:
- Бутрамеевка — деревня[К 1].
- Быново — деревня[К 1].
- Воронино — деревня.
- Годылево — деревня.
- Грудиновка — деревня[К 1].
- Давыдовичи — деревня[К 1].
- Кузьковичи — деревня.
- Красный Осовец — деревня[К 1].
- Лисичник — деревня[К 1].
- Перекладовичи — деревня[К 1].
- Прибережье — деревня[К 1].
- Рыжковка — деревня[К 1].
- Следюки — агрогородок.

Упразднённый населённый пункт на территории сельсовета:
- Ляженка — деревня.
- Старое Хозяйство — деревня.

## Комментарии
1. 1 2 3 4 5 6 7 8 9  С 20 ноября 2013; из состава Грудиновского сельсовета[2].